# Ramsden Bellhouse
Ramsden Bellhouse – wieś i civil parish w Anglii, w hrabstwie Essex, w dystrykcie Basildon. Leży 13 km na południe od miasta Chelmsford i 45 km na wschód od Londynu. W 2011 roku civil parish liczyła 788 mieszkańców. Ramsden Bellhouse jest wspomniana w Domesday Book (1086) jako Ramesdana/Ramesduna.